# Stawell
Stawell es un pequeño pueblo ubicado en el Estado de Victoria, en Australia. Se encuentra a 237 kilómetros al noroeste de Melbourne, capital y ciudad principal de Victoria. Situada dentro de los márgenes del Parque nacional de los Montes Grampianos, Stawell fue fundada en 1853 cuando la fiebre del oro de Victoria atrajo a centenares de extranjeros e inmigrantes a los Montes Grampianos en busca de fortuna. El nombre de la ciudad hace referencia a Sir William Foster Stawell, Juez Presidente del Estado de Victoria entre 1857 y 1886.
Stawell es conocida mundialmente por el Stawell Gift, la carrera de atletismo más antigua de Australia, la cual se celebra el fin de semana de Pascua de cada año. La ciudad también cuenta con su propio equipo de fútbol australiano que compite en la liga regional, y con un hipódromo en donde se disputan carreras ecuestres.